# Барсов, Николай Павлович
Никола́й Па́влович Ба́рсов (1839—1889) — российский историк, один из основоположников русской исторической географии.

## Биография
Родился 27 апреля (9 мая) 1839 года в Болхове. В 1861 году окончил историко-филологический факультет Санкт-Петербургского университета. В начале 1862 года принял предложение редактора газеты «Санкт-Петербургские ведомости» А. А. Краевского отправиться корреспондентом в Австрию для изучения, преимущественно в славянских землях, вопроса об училищах, главным образом народных. Его корреспонденции обратили на себя внимание, и автору в августе того же года было предложено министерством народного просвещения продолжить путешествие с той же целью в юго-западную часть России, чему и было посвящено им последующие полтора года. Результаты своих наблюдений Барсов изложил в сочинениях «Школы на Волыни и Подолии в 1862 году» (СПб., 1863) и «Народные училища в Юго-Западном крае» (СПб., 1864), напечатанных по распоряжению министра народного просвещения отдельными книгами.
В 1864 году Барсов был определён учителем истории и географии в Виленский учебный округ — состоял преподавателем истории и географии в различных средних учебных заведениях округа; в 1869 году по болезни вышел в отставку. За это время Барсов издал «Материалы для историко-географического словаря Древней Руси» (Вильна, 1865), которые обратили на него внимание Петербургского университета, зачислившего его в 1869 году кандидатом-стипендиатом по кафедре русской истории. Он считал, что повесть о начале Руси была цельным произведением, которая позднейшим редактором была разбита на годы и дополнена вставками из официальных документов (договоров), выписками и заимствованиями из византийских писателей.
В 1871 году после окончания срока стипендии Барсов назначен библиотекарем Варшавского университета, а со следующего года начал в университете чтение лекций по русской истории и древней русской истории, которые продолжал по 1889 год, когда по болезни вышел в отставку в звании ординарного профессора (утверждён в 1888).
В 1874 году Барсов был удостоен Петербургским университетом степени магистра русской истории за чрезвычайно ценную диссертацию «Очерки русской исторической географии. География начальной летописи», которая  также была удостоена Уваровской премии (Варшава: тип. Варшавск. учеб. окр, 1873. — 180, LXXV; 2-е изд., испр. и доп. алф. указ. — Варшава: Тип.  К. Ковалевского, 1885).
Н. П. Барсову также принадлежат работы:
- Материалы для историко-географического словаря Древней Руси: Историко-географический словарь Русской земли (IX—XIV ст.). — Вильна: Тип. А. Сыркина, 1865. — VIII, 220 с.
- Славянский вопрос и его отношение к России. — Вильна: Тип. А. Сыркина, 1867. — 25 с.
- Разбор сочинений Е. Огородникова: «Мурманский и Терский берега по книге Большого чертежа». СПб., 1869, и «Прибрежья Ледовитого и Белого морей по книге Большого чертежа». СПб., 1877 г. — тип. Имп. Акад. наук, 1879. — 29 с.

Умер 23 ноября (5 декабря) 1889 года в Варшаве.